# Opius circumscriptus
Opius circumscriptus är en stekelart som beskrevs av Szepligeti 1914. Opius circumscriptus ingår i släktet Opius och familjen bracksteklar. Inga underarter finns listade i Catalogue of Life.